# Philonotis huallagensis
Philonotis huallagensis är en bladmossart som beskrevs av Brotherus 1906. Philonotis huallagensis ingår i släktet källmossor, och familjen Bartramiaceae. Inga underarter finns listade i Catalogue of Life.